# Monster Truck
Monster Truck ist eine kanadische Hard-/Southern-Rock-Band aus Hamilton, Ontario. Die Band steht in Europa bei Mascot Records unter Vertrag und hat bislang drei Studioalben veröffentlicht. Bei den Juno Awards 2013 wurde die Band als 
Breakthrough Group of the Year ausgezeichnet.

## Geschichte
Die Band wurde im Jahre 2009 von dem Sänger und Bassisten Jon Harvey, dem Gitarristen Jeremy Widerman, dem Keyboarder Brandon Bliss und dem Schlagzeuger Steve Kiely gegründet. Die Musiker spielten zur damaligen Zeit in verschiedenen Bands, die Punk, Pop-Rock oder Metal spielten. Da alle Bandmitglieder eine Vorliebe für Rock ’n’ Roll hatten, gründeten sie aus Spaß eine Band. Der Name Monster Truck stammt von dem Chevrolet Astro, den Steve Kiely seinerzeit fuhr. Dieser Van erhielt den Spitznamen Monster Truck, den die Musiker bald für ihre Band übernahmen. Die Band spielte ihre ersten Konzerte und veröffentlichte im Jahre 2010 in Eigenregie eine EP. Ein Jahr später folgte auf Dine Alone Records die zweite EP The Brown, bevor 2012 eine Split-Single mit der Band DZ Deathrays folgte.
Im Jahre 2013 nahm die Band zusammen mit dem Produzenten Eric Ratz (u. a. Billy Talent, Cancer Bats) ihr Debütalbum Furiosity auf. Das Album erreichte Platz 13 der kanadischen Albumcharts, die Single Sweet Mountain River konnte sich auf Platz 84 der kanadischen Singlecharts platzieren. Monster Truck spielte zahlreiche Konzerte im Vorprogramm von Slash, Deep Purple und Rival Sons und wurde bei den Juno Awards, dem kanadischen Äquivalent der Grammy Awards, in der Kategorie Breakthrough Group of the Year ausgezeichnet. Ebenfalls 2013 spielte die Band ihre ersten Konzerte in Europa. Sie trat beim Download-Festival auf und spielte eine Tournee im Vorprogramm von Vista Chino.
Ein Jahr später folgte eine ausgedehnte Tournee durch Nordamerika im Vorprogramm von Alice in Chains sowie weitere Konzerte mit Guns N’ Roses, ZZ Top oder Kid Rock. Anschließend begannen die Musiker mit den Aufnahmen zu ihrem zweiten Studioalbum. Das erneut von Eric Ratz produzierte Album Sittin’ Heavy wurde am 19. Februar 2016 veröffentlicht und erreichte Platz sechs der kanadischen Albumcharts. Auch in Deutschland, Österreich und der Schweiz konnte sich das Album platzieren. Anfang 2016 spielte Monster Truck in Nordamerika im Vorprogramm von Volbeat. In Europa trat die Band im Oktober 2016 im Vorprogramm von Nickelback auf, im November und Dezember 2016 als Vorgruppe von Billy Talent. 2017 trat Monster Truck im Vorprogramm der „inFinite: The Long Good Bye“-Tour von Deep Purple auf.
Am 14. September 2018 erschien das dritte Studioalbum True Rockers.

## Stil
Monster Truck wird in der Regel dem Hard Rock und dem Southern Rock zugeordnet, der auch vom Bluesrock beeinflusst wurde. Keyboarder Brandon Bliss nannte Bands wie Black Sabbath, Deep Purple und Soundgarden als Haupteinflüsse. Ein weiterer großer Einfluss ist die Rockmusik der 1970er Jahre. Andreas Schiffmann vom Onlinemagazin Musikreviews.de verglich Monster Truck mit Lynyrd Skynyrd, Kyuss und Alice in Chains.

## Diskografie

### Alben
| Jahr | Titel Musiklabel                 | Höchstplatzierung, Gesamtwochen, AuszeichnungChartplatzierungen (Jahr, Titel, Musiklabel, Platzierungen, Wochen, Auszeichnungen, Anmerkungen) | Höchstplatzierung, Gesamtwochen, AuszeichnungChartplatzierungen (Jahr, Titel, Musiklabel, Platzierungen, Wochen, Auszeichnungen, Anmerkungen) | Höchstplatzierung, Gesamtwochen, AuszeichnungChartplatzierungen (Jahr, Titel, Musiklabel, Platzierungen, Wochen, Auszeichnungen, Anmerkungen) | Höchstplatzierung, Gesamtwochen, AuszeichnungChartplatzierungen (Jahr, Titel, Musiklabel, Platzierungen, Wochen, Auszeichnungen, Anmerkungen) | Anmerkungen                              |
| Jahr | Titel Musiklabel                 | DE | AT | CH | CA | Anmerkungen                              |
| ---- | -------------------------------- | --- | --- | --- | --- | ---------------------------------------- |
| 2013 | Furiosity Dine Alone Records     | — | — | — | CA13 (1 Wo.)CA | Erstveröffentlichung: 25. Juni 2013      |
| 2016 | Sittin′ Heavy Dine Alone Records | DE52 (1 Wo.)DE | AT42 (1 Wo.)AT | CH64 (1 Wo.)CH | CA6 (3 Wo.)CA | Erstveröffentlichung: 19. Februar 2016   |
| 2018 | True Rockers Dine Alone Records  | DE96 (1 Wo.)DE | — | CH50 (1 Wo.)CH | CA91 (1 Wo.)CA | Erstveröffentlichung: 14. September 2018 |

### EPs
- 2010: EP
- 2011: The Brown
- 2013: Monster Truck

### Singles
| Jahr | Titel Album          | Höchstplatzierung, Gesamtwochen, AuszeichnungChartsChartplatzierungen (Jahr, Titel, Album, Platzierungen, Wochen, Auszeichnungen, Anmerkungen) | Anmerkungen |
| Jahr | Titel Album          | CA | Anmerkungen |
| ---- | -------------------- | --- | ----------- |
| 2013 | Sweet Mountain River | CA84 (10 Wo.)CA |             |

Weitere Singles
- 2012: Split mit DZ Deathrays
- 2013: The Lion
- 2013: Sweet Mountain River
- 2013: Monster Truck
- 2020: Love Become Law (Benefiz-Single mit Black Stone Cherry als Cherry Truck)[6]